# Laserunterstütztes Biegen
Laserunterstütztes Biegen ist ein Fertigungsverfahren, bei dem durch vorherige Erwärmung mittels Laser die mechanische Biegekraft beim Umformen verringert und die Bruchdehnung erhöht werden kann. Dadurch werden größere Biegewinkel und kleinere Biegeradien ermöglicht, die ohne dieses Verfahren nicht realisierbar wären.